# Нова Келча
Нова Келча (слч. Nová Kelča) насељено је мјесто са административним статусом сеоске општине (слч. obec) у округу Вранов на Топлој, у Прешовском крају, Словачка Република.

## Становништво
| Година:    | 1994. | 2004.   | 2014.   | 2024.   |
| ---------- | ----- | ------- | ------- | ------- |
| Број људи: | 381   | 355     | 385     | 356     |
| Разлика:   |       | -6,82 % | +8,45 % | -7,53 % |

| Година:    | 2023. | 2024.   |
| ---------- | ----- | ------- |
| Број људи: | 352   | 356     |
| Разлика:   |       | +1,13 % |

Према подацима о броју становника из 2024. године насеље је имало 356 становника.